# 斉藤広志
斉藤広志（さいとう ひろし、1919年1月2日－1983年10月31日）は、文化人類学者。
宮崎県出身。1934年両親とともにブラジルに移住。サンパウロ社会政治学院卒。のちサンパウロ大学教授。移民の社会学的研究を行なった。78年『外国人になった日本人』で日本エッセイストクラブ賞受賞。79年移民史料館初代館長。

## 著書
- アマゾン その風土と日本人 泉靖一共著 古今書院 1954
- 移住者の移動と定着に関する研究 神戸大学経済経営研究所 1960
- バルガス以後 ブラジルの政治と社会(1930-1969) ラテン・アメリカ協会 1970
- 新しいブラジル 現地からの特別報告 サイマル出版会 1974
- ブラジルの政治 新しい大国への道 サイマル出版会 1976
- 外国人になった日本人 ブラジル移民の生き方と変り方 サイマル出版会 1978
- 伝記蜂谷専一（編）サンパウロ人文科学研究所 1983.5
- ブラジルと日本人 異文化に生きて50年 サイマル出版会 1984.8

## 参考
- 日本人名大事典